# 三浦瑠麗
三浦 瑠麗（みうら るり、英語:Lully Miura 、1980年〈昭和55年〉10月3日 - ）は、日本のコメンテーター、エッセイスト。博士（法学）（東京大学、2010年）を取得後、独立シンクタンクの株式会社山猫総合研究所を設立した。評論・講演活動、政策支援活動を展開する他、日中韓意識調査、日本人価値観調査などを実施、公開。旧姓は濱村（はまむら）。
独立行政法人日本学術振興会特別研究員、東京大学政策ビジョン研究センター講師など務めた。

## 来歴

### 生い立ち
神奈川県茅ヶ崎市の出身で、兄、姉、弟、妹がいる5人兄妹の次女として育つ。小学2年時に平塚市へ転居し、平塚市立金旭中学校を経て1999年3月に神奈川県立湘南高校を卒業する。
1999年4月に東京大学理科一類へ入学し、2001年4月に東京大学大学院農学生命科学研究科・農学部生物環境科学課程・地域環境工学専修へ進学する。2004年1月に自由民主党第1回「国際政治・外交論文コンテスト」で「『日本の国際貢献のあり方』を考える」を提出して自由民主党総裁賞となる。2004年3月に農学部を卒業し、4月に東京大学大学院公共政策学教育部（公共政策大学院）専門修士課程へ進学して国際政治学者藤原帰一に学ぶ。2005年に防衛省・自衛隊「安全保障に関する懸賞論文」で優秀賞となる。2006年3月に公共政策学修士（専門職）。東京大学大学院法学政治学研究科総合法政専攻博士課程を修了したのち2010年10月に「シビリアンの戦争:文民主導の軍事介入に関する一考察」で博士（法学）。

### 政治学者として

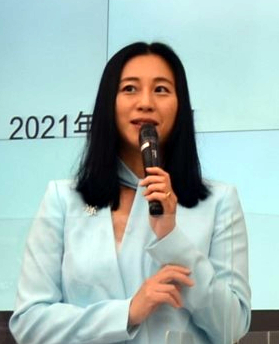
2021年7月7日、航空自衛隊幹部学校にて

2007年4月から2009年3月まで日本学術振興会特別研究員 (DC2) となる。
2010年に「長期的視野に立った成長戦略―ワーキングマザー倍増計画」で、東洋経済新報社第26回高橋亀吉記念賞佳作となる。2010年に三菱UFJリサーチ&コンサルティング主催懸賞論文コンテスト第3回「私ならこう変える!『国と地方の新しいカタチ』」で、「グローバル化の中の道州制」が優秀賞となる。2011年1月から2013年3月まで東京大学政策ビジョン研究センター安全保障研究ユニット特任研究員となる。2012年ドイツ・マーシャル財団研究員のジョシュア・ウォーカーと東日本大震災に関して共著する。2013年4月から日本学術振興会特別研究員 (PD)、青山学院大学兼任講師（青山スタンダード科目）、をそれぞれ務める。
2014年に自らの政治的見解を綴るブログ「山猫日記」を開設し、2015年に「山猫日記」を再編集して『日本に絶望している人のための政治入門』を文春新書から出版する。同年1月1日に『ニッポンのジレンマ』でメディアに初登場し、以降『朝まで生テレビ!』にたびたび出演する。8月に共同通信の第三者機関「報道と読者」委員会の第8期委員となり2019年7月の第9期まで務める。2016年3月から2019年2月まで、東京大学政策ビジョン研究センター講師を務める。12月に「BLOGOS AWARD 2016」で銅賞となる。2017年2月に自由民主党副総裁の高村正彦と共著を出版し、12月にフジテレビの推薦で第18回正論新風賞となる。2019年6月に設立された一般財団法人創発プラットフォームで、元民主党参議院議員の松井孝治らと共にエグゼクティブフェローを務める。2020年9月からN高等学校・S高等学校政治部で特別講師を務める。

## 論客として

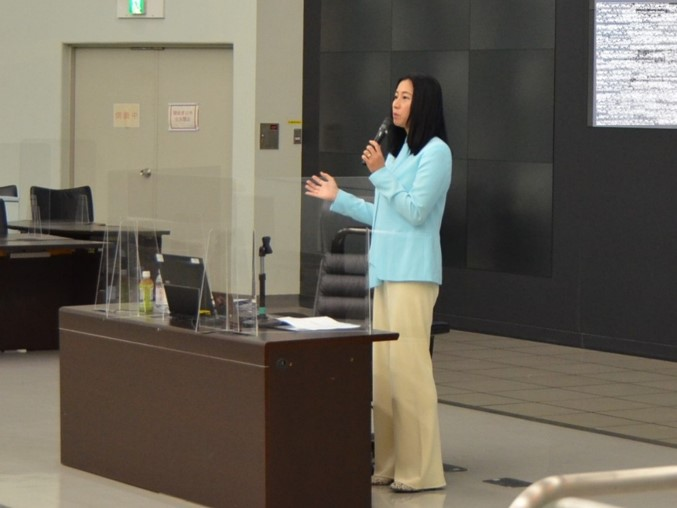
2021年7月7日、航空自衛隊幹部学校にて

- 議論について「日本に存在する『ハイ論破!』という文化は有害」「はい論破！という雰囲気が左右両方にあるのはわるいこと。論破なんかできるわけがない。自分の議論を示しつつ相手の議論の不備や死角を指摘できるだけ。昔は保守はそれがわかってて閉じこもりリベラルの方が教化を目指してたけど、最近両方憎しみで目が曇ってる感あり」「官僚が使う言葉を借りれば『議論するときは同期』という姿勢こそが正しい」と述べる[27][28]。
- 自身の政治スタンスとしては「抑制的な外交安保リアリズム（現実主義）」「経済リアリズム（経済成長重視派）」「社会リベラル」のリバタリアニズム（完全自由主義）の立場をとる。日本はこのような組み合わせの思想が少ないせいか誤解が生じやすく「三浦瑠麗は女性問題には積極的に発言するのに、安全保障でリアリストだったり権力側の目線である」と批判を受けることが多い。「弱い存在を守ることと、リアリズムに立つことは、両立します」と主張し、理性で物事を判断することは感情を殺すことではなく“真実を見つめ続ける強さを裡に養うこと”だとしている[29]。
- リベラルの中にも路線対立があり、黒人の公民権運動に生じたブラックパンサー党や、環境問題のアクティビストのように「闘争路線」をとる人々がいる一方、三浦自身は政府主導で改革を進めたり、あるいは遅い政府よりも民間主導で変革しようとする「協調路線」に近い立場だ、としている[30]。
- メディアに出演当初は素直に評価されたが次第に左右両方から叩かれ、「おそらく多くの人が三浦は自分たちの『立場』を代弁してくれる、背負ってくれるのではないかと思ったのでしょうね。私自身は変わっていないのですが、批判を受けるのは三浦を陣営トークに取り込めない、背負ってくれないと思った人が叩くようになったからです」と語る。社会的にリベラルなことを言えば右派に叩かれ、安全保障を語ると左派に叩かれるが、これは気にしても仕方のないことで、相手や各陣営と「立場」に引きずられずにそれぞれの問題について自分が考えていることをまっすぐに言うことを心掛けている[31]。
- 「キツい」という印象を持たれることについて「私は思うところを正直に言います。それは、相手に忖度しすぎたり手加減をするのは、リスペクトがないことと同義だと思うから。お互い変な馴れ合いをしないことが、相互理解への一番の道」で、結果的に親しくなった人もいる[31]。
- 主義主張の是非にかかわらず、個人的に好きな政治家として「パッション（情熱）を持っている人」「人間的なかわいらしさ」を挙げており、石原慎太郎、橋下徹、高村正彦、石破茂、辻元清美、ヒラリー・クリントンなどの名前を挙げる。石原慎太郎は「彼の韓国・朝鮮人への差別も女性憎悪も、私は思想的にまったく受け入れがたいもので、はっきり言ってそこは嫌いです」と批判しつつも、欲望の中に嘘偽りのない魂があり、人間的な魅力があると評している。政治家に関しては分析対象として観察することが面白いため、彼らと接点を持って話したり助言をすることはあるが、ロビー活動はしないと語っている[32]。
- デマ記事を流す出版物への規制と表現の自由について『ABEMA Prime』（AbemaTV）で、「優先度として個人の名誉棄損や物理的脅迫とかはバンバン訴えて高額の賠償を取ればいい」「出版物の表現の自由の場合だと、例えば保守速報を禁ずるならリテラも禁ずるべきですよね。デマ度合いは一緒なので。そこを規制できるかといった時に、表現の自由が出てくる。誰かが表現の自由をコントロールし始めるといろんな人がいろんな価値尺度を適用し始める。私は誤報があっただけで1つの新聞社を廃刊にすべきでないと思う。大変なデマ記事が飛び交っていて、今は1つ1つ選択的に訴えている状況。もちろん圧迫を掛けるやり方は意味のある活動だと思うが、圧迫を掛けている人の主張を100%飲むべきか？となると言論の自由を狭めることにもなる」と、保守速報やリテラの規制に否定的な見解を示した[33]。
- 自身のSNSアカウントへは多くの誹謗中傷コメントが寄せられるが、ブロックしているアカウントはほとんど無い。「死ね」「殺す」「枕営業」など書き込んだアカウント1200人ほどミュートしている[34][35]。
- 自身の発言が度々批判を受けることについて、「気にはする人だと思う、私自身は」としつつも「気にしたからといって、それで曲げるわけではないし、（他人から）好かれるために生きてるわけではない」「（自分のことを）知っている人に理解されていればいいと思うんですよね。そこがあるから、知らない方に何を言われても気にならないですね」と語る[36][37]。

## 評価
小林よしのりとの関係は「小林よしのりの関連人物#知人」に詳述
- 『産経新聞』は三浦を、明快な論旨の鋭さと、美人と評判の容姿と、自信あふれる若手にありがちな「ちょっと上から目線の物言い」が注目を集めていると評している[38]。
- 『デイリー新潮』は「テレビでストレートに、時には冷徹に持論を述べる論客、というイメージが強いかもしれない」「ファンはもちろんアンチにとってもその言動は気になるところのようでテレビでの発言は頻繁にネットニュースでも取り上げられている」と評している[39]。
- 船橋洋一は「自分の考えをはっきりおっしゃるし、周りの人に合わせるというようなことはまったく考えておらず、群れることがない。『個がキリリと立っている』というのが第一印象でした」と語る[40]。
- ライターの中川淳一郎は、「別にネトウヨでも何でもないのだが、『リベラル』を名乗る皆様方からは『ネトウヨ』『極右』認定を受けている」と語る[41]。
- 弁護士の倉持麟太郎は、三浦の議論を「論争誘発的・挑発的・刺激的」であるとし「現代であそこまでタイマンはりまっせ型の論客は珍しいのではないか」と評した[42]。
- 乙武洋匡は「三浦さんの分析やご意見は、ご本人がバランスをとろうとしているかどうかはわからないけれど、とてもバランスがよくて、さまざまな視点に目配りがされた総合的な意見」と語る[31]。

### 批判
番組やSNSで誤解を招く表現が散見されることからネットメディアが注目して「三浦瑠麗をテレビに出すな」という意見がSNSで盛り上がるなど、発言が炎上することが多い。
- 2022年7月31日に出演したワイドショー『ワイドナショー』で、三浦が「大喪の礼（たいそうのれい）」を「たいものれい」と読んだことが、SNSで「間違っている」と話題になった。一方で、ハフィントン・ポストが、広辞苑（第七版）を調べたところ、「大喪」には「たいそう」と「たいも」の2つの読み方があり、また、宮内庁に取材したところ「宮内庁では『たいそうのれい』と読んでいます」「法令では読み仮名が振られておらず、法令では規定されておりません」との回答があり、さらに、国語辞典編纂者の飯間浩明からは「『たいものれい』が間違いかどうかというと、政府としては『たいそうのれい』なのだろう。　しかし、『大喪』は『たいそう』『たいも』の両方があるし、『たいものれい』と読めないことはないなといったところです」との回答があったと報じた[44]。
- 2022年9月27日の故安倍晋三国葬儀に出席した際、喪服の胸元、腕、足がシースルーデザインであったことから「はしたない」と批判され、東浩紀の受賞記念パーティで胸元が開いたイタリアのファッションブランド「アルマーニ」のドレスを着用して猪瀬直樹や高橋源一郎と共に写った写真がネットで炎上した。本人は「発言内容より容姿や話し方をあげつらう人が、大真面目に『性差別反対』などと言っているのをみると、おかしみを感じます」「『ふしだらだ』と言うのは、そもそも女性に自己決定権を認めていないことと同義。キャンセルカルチャー以前に、自分自身の言動が破綻している人がほとんどなのです」と語る[45]。
- 北原みのり（フェミニストとして知られている）は、「三浦の話し方を真似すると“オジサン社会”での受けが良い」「会社で疎まれる傾向のある女性の皆さん、試してみてください。」と茶化し[46]、「絶対に自分は間違えないという傲慢と、媚のちぐはぐさは、この国の超高学歴女性に時々見うけられる幼稚な全能感に見える。」「ネトウヨ国家とは、とても相性がいいのだろう。」と評した[47]。「三浦式話法」として「まず顎を引き、首を傾け、上目遣いで相手をじっと見つめることからはじまる。語る時も同様、首を傾げたまま、斜め下から目力強めに、でも口元には笑みを忘れず、かといってそれは媚ではなく寛容と不敵さを絶妙に混ぜること。そして発言する時も、自分の意見をまず述べない。まずは『◯◯さんが仰ることはごもっともなんです』と肯定した上で、『◯◯さんが仰るのは、こういうことですよね』と頼まれてもいないのに解説したのちに『ただ私が申し上げたいのは2点です』と論点の数を言ってから意見を言う」と概括した。ウェブマガジンの『wezzy』は女性論客がオジサン社会でウケるために不当な立ち振る舞いを求められる問題を考察しつつも、「三浦氏への批判の中で、常々気になっている点がある。それが三浦氏の容姿や仕草を揶揄するような言説だ」「三浦氏がメディアで重宝されることの理由として、あるいは彼女を批判する際に、容姿や仕草を取り上げることは、セクシズムに他ならないのだ。たとえ彼女の主張に同意できないとしても、このような言動を行うことは望ましいことではない」と記した[48]。
- 片岡亮は「学者は本来、学問の研究を専門職とするが、彼女の場合、国家政策を深く掘り下げる国際政治学についての研究がされているとは思えない話ばかりで（中略）そもそもメディアでの話は、解説ではなく個人的な主張が大半で、中には国際情勢の認識が疑わしいような話も多々見られた。」と評している[49]

## 政治思想

### 新型コロナウイルス対策
新型コロナウイルスについて「とにかく緊急事態宣言を無闇に出すのはやめてほしい。結果的に、2020年の『超過死亡』は減少しています。その一方で、度重なる緊急事態宣言や時短要請によって、低所得層や女性など社会的弱者ほど大きな犠牲を強いられている。ここにこそ目を向けるべきだと思います」とし、2020年3月に休校措置が出された際に自社内に即席の学童保育「キャンプ山猫」を設けて行き場を失った知人の子弟らを受け入れた。文化施設や芸術活動を生業にする人たちの生活を守り、金銭の補填を政府に求める団体「#SaveTheDance」に参加した。医療体制について「日本は欧米諸国に比して感染者数も死者数も少ないわけで、この程度の感染状況で対応できないとすれば、それ自体が問題です。今回のコロナはたまたまこの程度の致死率だったものの、もし高い致死率の感染症だったら、どうなっていたか」と発言して「有事だ！」と大騒ぎする人ほど有事の仕組みを本気でつくろうとしていないとし、「やはり医療キャパシティを根本から拡充するには、必要な法改正も含めて政府が主導する以外にありません。厚労省が、管轄官庁だとしても、彼らが振るってきた権限は『規制サイドの権限』であって、『オペレーションサイドの権限』ではありません。法改正を主導したり、各都道府県の知事や各地の医師会を動かしていくのは、究極的には政府にしかできない。国がもう少し『有事』に備えた仕組みを作るべきです」とした。本来であれば人権や自由の重要性を訴えてきたはずのリベラル陣営が、政府による強権発動を求め私権の制限に賛同している状況を批判した。

### 平和のための徴兵制
処女作『シビリアンの戦争』では、文民が軍人の反対を押し切って行う攻撃的な戦争が近現代の民主主義国に多数みられることを指摘し、軍人が暴走し市民は平和的であるという前提は必ずしもあたらないとした。そこで『文藝春秋SPECIAL』での記事や著書『21世紀の戦争と平和』では「平和のための徴兵制」を導入することを提案している。なお、命の平等を尊重するための徴兵制はアメリカやフランスではリベラルな政党や戦争経験者の黒人議員などが提唱している政策であり、敬して遠ざけられることはあってもタカ派だと思われることは一切ないとしている。第二次世界大戦後、アメリカ、イギリス、フランスなどの豊かな民主国家が起こしてきた主要な戦争のほとんどが、「血を流す兵士と異なりコストを意識しにくいは政権と国民が民主的に選んだ戦争」であり、それに対する処方箋は、「血のコスト」を一般市民にも平等に負担させることで正義感や感情論に基づく安易な開戦を踏みとどまらせることである、としている。
著書で5歳から75歳未満までの市民に災害対応を想定した義務的訓練を年に1回持ち回りで実施する案を記す。これが5歳区切りで招集されれば、5年に1度、自分の番が回ってくることになる。訓練に参加した者には適切な経済的対価を支払い、健康その他の事情によって猶予や免除は認めるべきであるとしている。これは災害への備えとして役立つとともに、ある種の徴兵的な役割を持っているとしている。自分の子供は徴兵させないのではないかというネットの言説については「事実ではありません」と否定している。
戦争目的の徴兵制導入は反対で、平和安全法制の議論で民主党から徴兵制の可能性を示唆するパンフレットが作られたことに対して「悲しかった」と述べる。

### 核武装への批判
以下は文藝春秋SPECIAL 2015季刊秋号の本人筆「ヒロシマ・ナガサキ 核抑止の原点」より
日本の核武装については、日本が核兵器を開発する可能性は否定できないが、現段階ではそれを正当化することはできず、日本にとって多くのリスクを抱えることになりかねない、と述べている。第二次世界大戦以降、大国間の世界大戦が起きていないのは、核兵器の抑止力によるものであり、日本は非核国家であることの利点を手放してはならないと主張している。日本が核兵器を開発した場合、唯一の被爆国として築いてきたブランドが損なわれ、エネルギー政策や経済政策に悪影響を及ぼすと指摘している。東アジアの他の非核保有国も核兵器開発を始める可能性があり、地域の不安定化につながると論じている。また、日米同盟の信頼性に問題があり、アメリカが日本を守るために核攻撃のリスクを取りたくない場合にのみ、日本は核兵器開発を検討する必要があり、この場合、日本は中国の軍拡と攻撃的政策に対抗するために核兵器を開発せざるを得なくなると述べている。北朝鮮の核危機やトランプ政権の同盟国軽視の姿勢が同盟への信頼を低下させ、日韓の危機意識を高めており、両国が独自の核抑止力を開発する必要があるのではないかとも述べている。

## 私生活

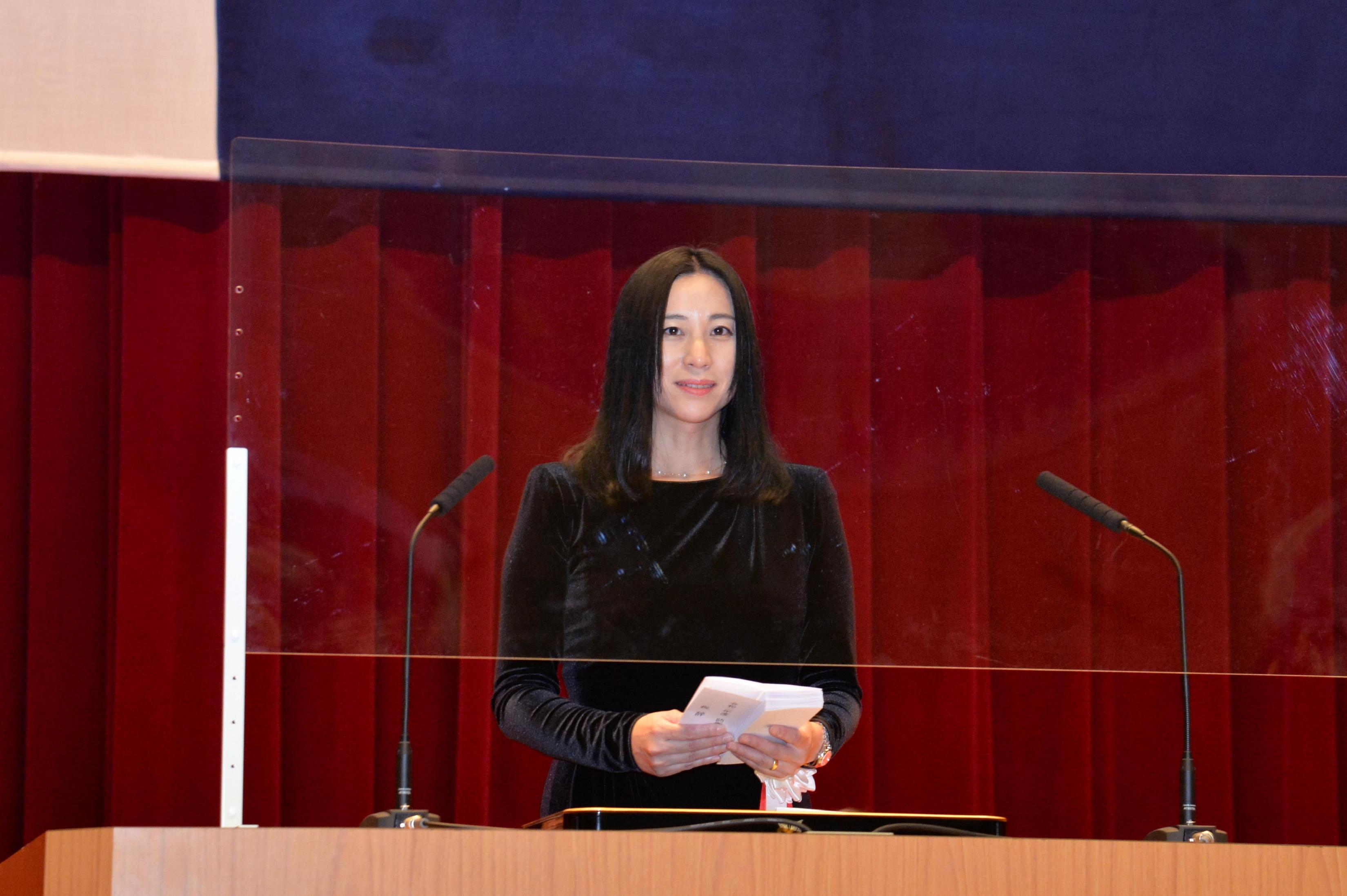
2021年3月21日、防衛大学校にて

- 幼少期は児童文学から『若草物語』などの少女もの、円地文子や幸田文ら女流作家、『源氏物語』や『蜻蛉日記』など日本の古典文学、ロシア文学やドイツ文学を読み漁る。中学校では所属していた陸上部で仲間外れにされたことをきっかけに「集団の中では、一度でも『こいつはどれだけ罵倒してもいいやつだ』と認識されると、そこから抜け出すのは難しい」と考え、環境をリセットするために地元から離れた学区外の神奈川県立湘南高等学校へと進学する[11]。高校進学後は「つらいな」と感じたら進級に影響しない程度に欠席して逆方向の列車で神奈川県鎌倉市鎌倉や同県藤沢市江の島へ海を見に行くことが多かった[56][57]。
- 東京大学教養学部理科I類はクラス50人中に女子は2人で、女性と接し方を知らないような男子学生たちと話題が合わずにキャンパスから足が遠のいた。地球環境問題を学ぶために農学部地域環境工学専修を専攻するも進路を再考するため留年し、他学部で受講するうちに船橋洋一ゼミで政治学に関心を持ち、文系へ転身して公共政策学教育部専門職学位課程に1期生として入学する。イラク戦争で国民の間で報復感情が高まる一方で実際に戦地へ赴く米軍兵士たちが開戦に反対していたことに興味を持ち、博士論文でシビリアンコントロールの研究を始め、大学院特別優秀賞を受賞[58][59]する。
- 博士号取得後は東大で研究員などを務めていたが、「少数の人や組織に依存して生きるのは嫌だ」と感じ、2015年に独立系シンクタンクとして「山猫総合研究所」を開設する。先輩教授に「（講師の）正式なポストが空いたから公募を受けないか」と東大に呼び戻されるも組織人としての働き方が合わず任期満了で退職し、2019年に山猫総合研究所の代表取締役に復帰した[56]。
- 長野県軽井沢町にフィンランド式ログハウスを所有し、2014年頃から平日は東京都港区で過ごし、週末は長野県軽井沢地区にある住宅で過ごしている[60][61][61][62]。尚このログハウスは夫である三浦清志の太陽光発電事業を巡る横領容疑による逮捕起訴に伴い、保釈金への充当のためドワンゴの川上量生に売却され所有権は移転済みとの報道がなされた。
- 愛猫家で、手塚治虫の『ジャングル大帝』から命名した牡ベンガル猫の「レオ」と映画『紅の豚』から命名牝ラグドールの「ジーナ」の2匹を自身の事務所で放し飼いしている。一緒に過ごしているうちに猫語を理解し、軽めの「みゃっ」はごあいさつ、「みゃーお」は人間を呼ぶとき、「わうわうー」は甘えたいときや寂しいときによく使う鳴き声で、自身も猫を天井から降ろすときなどに使っている[63]。

### 性被害
1995年に中学3年生の14歳で、学校から帰宅途中に男たちが乗り込んだ自動車に引きずり込まれて集団凌虐された。家族を苦しめてしまうのではないか、噂が広まってしまうのではないか、逆に自分が責められてしまうのではないかと苦悩して被害経験を打ち明けられなかった。事件は未解決でのちに公訴時効が成立した。
当時は被害者側にも落ち度があったのではないかとする風潮が強く、「私の存在がいけなかったということ。要は生意気だったということだ」と自分にも非があったのではないかと考えるようになり、自分の中で消化するしかなかったという。三浦は、同じく性被害を受けた伊藤詩織が『Black Box』（文藝春秋）を出版した際に、自身も性被害の当事者であることはあえて伏せて推薦文を書いて応援した。
この体験は2019年5月に出版された自叙伝『孤独の意味も、女であることの味わいも』（新潮社）で綴られた。高齢者やメディアから多くの反響があり、男性の友人たちも真摯に読んで女性問題に対する考え方を改めた人が多かった。フェミニストらの感想も聞きたかったが、ほとんど反応が無く、当時警察や母親にも相談できずひとりで悩み過ごした、の記述をバッシングする教育者もいた。

### 親族
父親は心理学者の濱村良久。妹はE-Den Home Electrificationの共同創業者でCOOを務める濱村百合である。
元夫の三浦清志はTRIBAY CAPITALの代表取締役社長で、父は三浦清一郎。大学在学中から交際をはじめ、欧州へ卒業旅行時に自身の過去の性被害を打ち明け、2003年に婚姻し、2010年に長女を死産し、2011年に次女を出産する。長女の死から次女は兄弟や姉妹がいないことになることから一人娘として語られることもある。
2024年4月26日、自身のSNSアカウントで清志と「夫婦を卒業」と形容する形で離婚した事を発表した。尚、離婚後も三浦姓を続称する事も発表した。

#### 長女の死
2010年4月下旬に自然分娩で長女を死産している。22週を超えたところで27cm、410gであった。通夜の晩は夫に隠れて独りで泣き明かし、火葬して遺骨を家に連れて帰った後は日常生活に戻ることが困難で、同じく子供を亡くした母親たちのインターネット掲示板やベビー用品のウェブサイトを見て数時間過ごす日々が続いた。早く復帰しなければならない夫と精神の回復のタイムラグも心を苦しめた。シビリアンコントロールについて研究した博士論文を書き上げた直後であったが、のちに自身のコラムで「彼女の死が無ければ、私の処女作はもっと痛みを伴わない、賢しらげなものだったかも知れない」と語っている。

## 発言・騒動

### 出自
自身の出自について三浦は「中国人、在日朝鮮人、創価学会員、統一教会信者ではないかなど様々なネット上での憶測を寄せられてきたが、自由主義者として、自らの信教や人種、民族的出自などについて解答と踏み絵を迫る言説には与しないので聞いても無駄です」と述べている。

### 夫が経営する企業への家宅捜索及び逮捕を巡る発言
三浦の夫である三浦清志が代表を務める投資会社「トライベイキャピタル」が太陽光発電事業への出資をめぐって10億円をだまし取った詐欺容疑で告訴され、2023年1月19日に東京地検特捜部によって家宅捜索を受けたことを巡り、三浦は20日、自身が代表を務める「山猫総合研究所」の公式サイトに「一部報道に関して」と題したコメントを掲載、同社が家宅捜索を受けたことを「事実です」と認めた上で、「私としてはまったく夫の会社経営には関与しておらず、一切知り得ないことではございます」と自身の関与は否定した。なお、トライベイキャピタルと山猫総合研究所は同じ住所にあり、三浦清志が運営していたエネルギー安全保障関連の一般社団法人では三浦瑠麗の妹が理事に就任している。
また、一部メディアなどで夫の三浦清志の訴訟を担当している弁護士が旧統一教会の関係者であることが報じられると、三浦は自身の経営する「山猫総合研究所」の公式サイトで声明を発表。「夫に選任の経緯を確認しました。元検事の優秀な先生ということで5年前に取引先の業者にご紹介いただき、継続的に訴訟を担当していただいていたとのことでした。訴訟については、別の弁護士に担当を代わっていただくとのことです。正直、報道を見て驚いております。私としましては、旧統一教会による霊感商法等の活動を一切容認するものではありません」と表明した。
三浦清志が逮捕された当日は友人である立川談春が事務所を訪れており、一緒にウィスキーを飲んでいたと「炎上上等対談（第2回）」（オンライン配信、文藝春秋）で語っている。

### 旧統一教会を巡って
2022年7月8日に発生した安倍晋三銃撃事件について、日本のメディアが当初「旧統一教会」という具体名を報じなかったこと、また犯人が社会的あるいは政治的な効果を狙って犯した犯罪であるにもかかわらず、海外メディアでは当たり前のように使われている「暗殺」「テロ」という表現を避けようとする空気に対して、「この国の事なかれ主義を表すものでしょう」「（日本の）言論と民主主義を不健全にしている要因であると同時に、社会の一体性を保持するための安全装置が発動されたかのようでした」と批判した。
自由民主党と旧統一教会との結びつきについては、「選挙の利害のために原理原則を曲げたご都合主義が感じられる」「問題の多い団体の支援を受け、そこに社会的正当性を与えていたことは、道義的責任を免れ得ないものでしょうし、今後改められるべきものでしょう」と批判した。一方で、犯人が安倍晋三と旧統一協会との結びつきを理由に犯行に及んだと供述していることにより、あたかも殺害された側にも落ち度があったとする「被害者非難」や「因果応報的な言説」が広がっていることについて、「仮に容疑者の身の上に同情できる部分があったとして、そのような身勝手な殺人の動機をまともに受け取ってしまえば、さまざまな怨恨による襲撃を促進してしまうとは思わないのでしょうか」「動機がそうであったということと、その動機になんらかの正統性があるかのような言い方をするというのは非常に分けて考えないといけない」「犯罪者に加担するもの。彼の妄想に加担してはいけない」と述べた。
旧統一教会をめぐる報道で良かった点として「霊感商法に対する消費者保護の観点による救済方法が広く知られたこと」としつつも、散財する親を持つ子供の救済について「社会問題として受け止めるならば、それは虐待家庭をどうするかということ。過大な献金以外にもパチンコや競馬に親がお金をつぎ込む家庭はゴマンとあり、子どもの救済方法を考える必要があります」「虐待家庭に対して、日本人は冷淡です。『関係を断つ』という言葉が人気なのは、まさにケガレと縁を切る発想に基づいているからです」とし、虐待家庭問題の側面からはあまり関心を持たれていない点を指摘した。
銃撃事件の2日後のニコニコ生放送の参議院選挙開票特別番組で、インターネット越しに出演した福島みずほが「統一教会との関係も言われている」と断言したことに、放送時点で国内メディアは「特定の宗教団体」と具体名が報じておらず、司会として「仮にテロ組織によるものだった時に、特定の民族や宗教に責任をかぶせると、そこに対する攻撃が誘発されてしまう可能性があるので、我々としては慎重を喫したい」と福島に注意した。本来在日朝鮮人差別と戦ってきたはずのリベラル論客たちが自民党支持者を批判する目的で「反日」という言葉を戦略的に使っている状況も、「（旧統一教会に対して）反日という言葉でレッテル貼りをするのは非常に危険なことで、国際結婚をしているカップルも非常に多いわけです。これは、在日朝鮮人の方に対する人権侵害の波及もあり得るということをまず頭の中に置いて話さなきゃいけない」と述べた。自身に寄せられる様々な批判に対してTwitterで「わたしはこれまで、中国人、在日朝鮮人、創価学会員、はてまた統一協会信者ではないかなど、さまざまなネット上での憶測を寄せられてきました。自由主義者として、自らの信教や人種、民族的出自などについて解答と踏み絵を迫る言説には与しません」と述べた。
教団系メディアの『ワシントン・タイムズ』について、「因みに世界日報と違いワシントン・タイムズ紙に至っては宗教色はほぼなく、保守系新聞としてふつうの実務家にも読まれている。わたしは普段読まないが、ペンタゴンの内部リークを載せたコラムはイラク戦争中便利だった。そこまで普通の企業活動もしている。勿論事件の前から距離は取っておくべき存在」と発言したが、田中康夫は旧統一教会の霊感商法が社会問題化したことに触れた上で、「香ばしく持ち上げて失笑を買っている」と批判した。

### 森友学園「人が死ぬほどの問題じゃない」発言
森友学園問題について、国有地売却を担当した財務省近畿財務局職員の自殺が報じられたことを受け、2018年3月9日、三浦は自身のSNSアカウントに「痛ましいことです。書き換えなどの真相を明らかにすべきとは思いますが、誰かが自らの命を絶つことはありません。不祥事だからといって自殺しなければならないほどのことなんて世の中にはないのです」と投稿。その直後に出演したテレビ番組『みんなのニュース』（フジテレビ）でも「最初は本当に小さな事件から始まったことが人死にを出したということですけれど、私がやっぱり気になるのは、書き換えに関しては明確な答弁はしていないんですね。そうした時に、本当に官僚としてはしっかり事実を出すと。出すところは出したうえで、責任者は処分する部分は処分するかもしれませんけれども、本当にこの問題というのは、人が死ぬほどの問題じゃないんですよ。ということを、みなさんに対してお伝えしたいなと思います」とコメントした。
元朝日新聞・特別編集委員の冨永格が「死ぬほどの問題じゃない」の部分を取り上げ、「ほかに言いようがある。ご遺族の前で同じこと言える？」とツイート。投稿が拡散され、賛否両論の大炎上となった。これに対し三浦が「この元記者の方が、フジテレビでの発言を悪意ある切り取りにしてデマを拡散しているようですが、財務省は過ちがあるのなら出して明らかにした方がいい。そもそも人が死ななければならないような問題ではないとコメントしていました。悪意を拡散し続けるようならば通報します」と反論。富永は「三浦さんへの悪意はありません。感じたままをツイートしただけです」と返信するも、三浦は「発言のどこに共感しなかったのですか。財務省が明らかにすべき、という点ですか、それともこれは人が死ぬべき問題だとでも思うのですか」と再び反論。「そもそも私のツイッターを見れば、いかなる不祥事でも死ぬに値する問題などないと事前にツイートしているのが見えますよね。立派な新聞の元記者の方ですよね」と続けた。富永は「返信ありがとうございます。現実に亡くなっている方がいらっしゃるのに、人が死ぬほどの問題ではないと仰ったことへの違和感です。どんな不祥事でも死に値するものはないという一般論には同意しますが、個々の人間はもっと脆いものだと思います」と主張した。
この騒動について『文春オンライン』のインタビューで「全文をお聞きいただければ分かると思うのですが、『財務省は、早く改ざんを認めて謝罪しようよ』ということを官僚のみなさんに伝えたかったんです。『早くごめんなさいをしないと、現場で弱い立場に置かれている人が追い詰められてしまうよ。この不祥事は人が死ななければいけないような問題ではないのに』という意味でした。どこかで隠ぺいをストップしないと」「『不祥事があったとしても、きちんと事実を明らかにすれば、人が命を絶つ必要なんてまったくないのだ』という意味で発言した」と答えた。曲解した者は「三浦は人の痛みがわからないのか」「人間の心を持たない冷酷な女だ」「お前の子どもも死んでみろ」などと誹謗中傷を寄せた。

### スリーパーセル発言
2018年2月11日にテレビ番組『ワイドナショー』（フジテレビ）で、朝鮮半島をテーマに米朝開戦の可能性について議論の最中に、三浦が「実際に戦争が始まったら、テロリストが仮に金正恩さんが殺されてもスリーパーセルと言われて、指導者が殺されたのが分かったらもう一切外部との連絡を絶って都市で動き始める（中略）テロリスト分子がいるわけです。それがソウルでも、東京でも、大阪でも、今結構大阪ヤバいと言われていて…（中略）というのはいざという時のバックアッププランですよ。でそうしたら、首都攻撃するよりは、正直、他の大都市が狙われる可能性もある」「“東京じゃないから”と安心はできない、というのがあるので。正直、我々としては核だろうが、戦争して欲しくないですよ、アメリカと」と、実際に米朝開戦になった場合のリスクを指摘した。これに対しスリーパーセルの存在や大阪を事例に出した根拠を求める声が相次いだため、のちに三浦は自身のブログにおいて、「政治家や官僚との勉強会や、非公表と前提とする有識者との会合から得ている情報もあるので、すべての情報源を明らかにすることはできません」としつつも、スリーパーセルの存在について『デイリーメール』で韓国の情報源に基づく記事が過去に報じられていることや、テロ対象に大阪を例示した理由について、「全面戦争を避けるため」と記し、首都以外の大都市が狙われた実例として辛光洙による拉致事件やアメリカ同時多発テロ事件や平成元年及び平成29年警察白書の記述を引き合いに反論した。
評論家の古谷経衡は、拉致事件後に公安調査庁の朝鮮総連及びそれに類する組織への監視体制が強化されて捜査能力が日々進歩していること、公安の調査報告書にスリーパーセルへの言及が一切ないこと、三浦が大阪にスリーパーセルが存在する根拠として提示しているタブロイド紙の信憑性や当該タブロイド紙が大阪に言及していない点、三浦が反論材料において諜報活動者とテロリズムを実行する破壊活動者を混同している点を批判した。ジャーナリストの佐々木俊尚は、北朝鮮の暗号放送再開のニュースは三浦が引用した『デイリーメール』だけでなくロイターやBBC、『ニューヨークタイムズ』でも報じられていること、さらに『デイリーメール』からの引用を批判している人が『リテラ』や『日刊ゲンダイ』を日頃ソースにしているのはダブルスタンダードであること、そもそも情報番組で話す際に情報源として使用して良い媒体を誰かが決めるべきことなのかについて指摘した。大阪という地名を挙げたことで「在日コリアンへの差別・偏見を助長するのではないか」という批判がSNSで広がったことについて、田端信太郎が「在日＝北朝鮮の工作員なんて、一言も、三浦さんは言ってないでしょうが。それを連想ゲームで勝手につなげてるほうがよっぽど偏見であり、ヘイトだよ」と意見し、三浦も『ハフィントンポスト』の取材で「私は番組中、在日コリアンがテロリストだなんて言っていません。逆にそういう見方を思いついてしまう人こそ差別主義者だと思います」と反論した。2月26日に北朝鮮メディアの『朝鮮中央通信』が「アベ一味はミウラらを押し立てて、北朝鮮の暗殺部隊が日本でテロを起こすという世論を流し、朝鮮総連弾圧をヒステリックに強行した」と三浦を名指しで批判した。これに対し三浦は「ちょっと怖い体験」としつつも、「やっぱり彼らは日本という国を読み切れていないんだなと思いましたね。権威主義体制なので民主国家の言論の自由を理解できない。全てを上からの指令として見てしまう」と反論した。
元外交官の岡本行夫は「公安に詳しい人々の間ではスリーパーが存在することは常識です。拉致の目的だって北朝鮮のスパイが日本人になりすますためだったと、金正日氏自身が日朝首脳会談で言ったじゃないですか」と発言。元韓国国防省北朝鮮情報分析官の高永喆も、「スリーパーセルは直訳すると『潜伏細胞』。日本には200人くらい潜伏している可能性があります。年齢は40 - 50代が中心で女性は1、2割ほど」と発言。彼らは暗殺専門ではないとするも武器を所持しており、金正男暗殺に使った毒ガスのほかサイレンサー付きの拳銃、ライフル銃を隠しているといい、「射撃や爆弾製造にたけたエリート」「日本の公安も彼らの一部を『要注意人物』として把握し、リストを作成しているはずです」と述べている。その他、複数回訪朝し現地の様子を撮影している写真家の初沢亜利は、関西の朝鮮総連関係者数名にスリーパーセルについて聞いたところ「スリーパーセル自体はいる可能性はあるんじゃないか。スパイは朝鮮に限らないけど」との反応があったと述べている。元読売新聞の記者である新田哲史は2007年1月19日付の『読売新聞』朝刊に「日本に長年潜入中の休眠工作員（スリーパー）もいる。政府関係者によると、阪神大震災の時、ある被災地の瓦礫（がれき）から、工作員のものと見られる迫撃砲などの武器が発見されたという。」という報道がされていることを紹介している。
のちにこの騒動について「言葉の選び方についての反省はあります。『ヤバい』っていう軽い表現は使わないほうがよかったとか、『大阪』ではなく『大都市』って言えばよかったとか、『スリーパーセル』というカタカナ語を使わずに『工作員』と言えばよかったとか。でも、スリーパーセルの懸念について発言したこと自体は全く後悔してないです」と述べ、スタジオで松本人志らが北朝鮮に対するアメリカの先制攻撃も仕方がないのかと思いかけていると感じたからこそ、安易な開戦に踏み切れば報復を受ける可能性もあることを指摘したとしている。また、あの時に炎上したからといって「私は差別を助長しました」と謝った場合、今後スリーパーセルの存在について語ることは差別を助長することと見なされてしまうため、絶対に折れなかったと語っている。

### Amazonプライム解約運動
2020年7月31日に公開されたAmazonプライム・ビデオの広告に出演した。8月9日にゲスト出演した『ワイドナショー』（フジテレビ）では、松本人志から「ちょっと女優さんしてる」。東野幸治から「えらい口広げてはりましたね」。西川貴教から「笑顔がすてきでした」といじられ、三浦は「日常はこっちなんです」と照れ笑いした。従前も広告の出演依頼はあったが「（一つの）会社を宣伝するのはどうか」という考えから、出演を断っていたという。「（自身が代表を務めるシンクタンクの）調査結果を無償で出しているので、ビジネスモデルとして私が何かお金を稼がないと（会社が）メディア的な活動ができない」ために出演を決めた。
8月17日の早朝からSNSで『Amazonプライム解約運動』とのタグ（標語）が付いた投稿が出回り、「Amazonがネトウヨタレントを広告塔に起用」「『戦争したくないならお年寄りと女性に徴兵制を導入すべき』こんなことを主張される方が広告のキャラなんですか？」「不買運動は欧米でも日常的にある民主的社会参加の方法」「Amazonプライムだけでなく本体のAmazonも不買対象にすべき」「不買が起こるのは当然じゃないんですか？イメージが悪い人を使えばこうなるというだけ」という書き込みと共に解約を報告するアカウントが相次いだ。
「Amazonプライム解約運動」について、茂木健一郎は当該SNSで「このハッシュタグ（運動）はおかしい」「三浦瑠麗さんは自分できちんと考える方。立場が少しでも違うと拒絶というのは人間としてどうか」と猛反発。動画サイトに投稿した動画でも「徴兵制は批判しやすいけど、日本の安全保障を考える上で攻撃するのはそこじゃない。攻撃するところは別にあると思う」と述べた。17日のインターネット・テレビ番組『ABEMA Prime』（ABEMA）もこの騒動を特集し、カンニング竹山は「僕は不買運動というものが大っ嫌い。嫌いなら自分が商品を買わなきゃいいだけで、呼びかけて“運動”にするのはなぜ？と思う」とした上で、「三浦さんについても、好きな人もいれば嫌いな人もいるだろう。今回、“徴兵制”という言葉が強いので独り歩きしているが、前後をちゃんと読みました？言っていることは理解できてる？という問題もある。是か非か、必要かどうか、著書などを読んで理解し、議論する中で見えてくることもあるわけだから、そのきっかけになればいい」と主張した。ギャルユニットで活動しているあおちゃんぺは「私はこういう運動が起こる度に、仲間を作ろうとするのを見て、“集団になるのはダサい”と思う。自分が思ったことなら一人で実行すればいいのに。そして、アマゾンジャパンが“今後の制作に反映します”と回答しているが、そのまま反映させて広告の放送をやめてしまえば、運動に賛同すれば嫌いな人を下ろすことができるんだ、ということになってしまう」と批判した。堀潤は「三浦さんは右的な目線、左的な目線も踏まえ、“現実路線で言うとここですよね”というお話をされる方。だから発言の一部だけを見ると“そっち側”に見えるということもある。そして、その説明の中に分かりやすい単語がポンポンと入ってくるので前後をちゃんと聞けばわかるが、やはり“え？徴兵制？”とパッと反応してしまうことになる」と指摘して「“徴兵制”という言葉についても、すぐに太平洋戦争や独裁政権などを想起してしまって、その言葉の奥行き、イメージのバリエーションが乏しい部分があると思う。不買運動ではなく真っ向から徴兵制の是非についてTwitter上で議論を仕掛ければ良かったのになと思うし、0か100か、白か黒か、右か左かといったインターネット上でのコミュニケーションはそろそろ卒業したほうがいいと思う」と訴えた。北野唯我は「会社を経営している身からすると、不買運動をされたら“もうやめたほうがいいな”と計算してしまうと思うし、政治的主張をしない人を起用した方がいいという考えにもつながってしまうと思う。しかし、それでは日本の言論は進歩しないと思う。その意味では、この不買運動はクールじゃないと思うし、AmazonにはCMをやめないでほしいと思う」と主張した。神庭亮介は三浦の徴兵制論には賛同しないとしつつも「抗議の手段として共感できない」と話し、「まず思い出したのは、2010年代の初頭にあった嫌韓デモ（フジテレビ抗議デモ）。この時、わざわざ広告のスポンサー企業にデモをかける、凸するということが行われたが、似たような空気を感じる。自分と同じ考えの芸能人に対しては、この前の検察庁法改正案への抗議のように『よく言った』と褒めそやす一方、少しでも気に入らない人には、お金を出している企業側に働きかけて間接的に圧力をかけるようなやり方をする。清々しくない」と批判し、今回は主に左派が不買運動を行ったが、「（右派に）同じことをやられた時に何も言い返せないのではないか」とブーメランになって返ってくることを指摘した。「政治や主義主張を打ち出すと叩かれるとなれば、スポンサー企業は無色透明で物言わぬタレントばかりを起用するようになる。三浦さんは芸能人ではないので判断が難しいが、こうした不買運動が横行する風潮は息苦しい。テレビに出ている人たちにも様々な思想信条や信仰がある。自分の主張と完全に一致することを求めるなら、自撮り動画ぐらいしか見られなくなる」「徴兵制の導入や核武装を訴える有名人はほかにもいるが、番組やスポンサーへの抗議があったとは聞かない。叩きやすい時に叩きやすい人を叩くやり方はどうなのか」「（毎日のように炎上騒動が起きるが）まるで怒りの日替わり定食のようだ。まず最初に怒りがあり、その感情を発散するための対象を血眼で探している気さえする」と語った。8月19日の『飯田浩司のOK! Cozy up!』（ニッポン放送）で佐々木俊尚は、「三浦さんの主張に対しては、是も非もあると思います。ただ、三浦さんは犯罪者でもなければヘイトスピーチをしているわけでもないので、それに対してキャンセル・カルチャーの運動（自分たちと思想が違う人物の出版物や出演作品をボイコットしたり、その人物を社会から抹殺させる運動）を引き起こすのは言論封殺であり、多様性を失うと思います」「リベラリズムの定義は、一体何だったのでしょう」と批判した。『AERA』2020年9月14日号で石戸諭は「三浦氏の起用に抗議して自分が解約するのは自由ですが、『一緒にやろうぜ』と徒党を組むのは、いじめに加担するようなもの。右派、左派問わず、自分が気に入らないという理由であまりにも気楽な運動が横行しています」とAERAの取材に答えた。
その後この広告は8月18日までにAmazonのYouTubeチャンネルから削除された。ネットでは、一連の不買運動が広告動画削除に影響を与えた点や広告が不快だと訴えるユーザーに対し、Amazonプライムが300円のクーポン券を発送しているなどのデマが拡散されたが、これに対しAmazonの広報担当者は「本CMはもとより期間限定のCMだったため、放映期間は終了しております」「クーポンに関して現在そのような事実はございません」と否定した。

### プライバシー侵害で訴えられる
テレビ朝日のテレビ朝日元アナウンサー西脇亨輔と当時婚姻関係にあったテレビ朝日記者の村上祐子がNHK記者と不倫していたと、2019年4月に週刊ポストが報道。この騒動を受け、テレビ朝日は村上が司会を務める「朝まで生テレビ!」の出演を当面見合わせることを発表したが、これについて三浦は自身のSNSアカウントで「週刊ポストは村上さんの相手が破綻事由でないことも、離婚訴訟中であることも知ってて敢えて隠して不貞行為のように書いたでしょ」「そもそも何年も別居し離婚調停後、離婚訴訟係争中の人を不倫疑惑とする方が間違い。新しいパートナーと再スタートを切り子供を作ることさえ、離婚しにくい日本では難しい。これは本来多くの人が抱える問題のはずなのに。村上祐子さんを朝まで生テレビから下ろすべきではない」と、週刊ポストとテレビ朝日を批判した。同月27日の「朝生」で、三浦は「村上さんの週刊誌報道が出たということで、（番組が）事なかれ主義をとるのは構わないが、次、復帰させますよね？不法行為でもなんでもないけど、１回失敗した人に再チャレンジの機会は与えるんですよね？」と田原総一朗に詰め寄り、「僕は局の上層部に“とにかくなるべく早く復帰させるように”と言っています」と田原が応じる場面があった。
三浦の投稿内容が「プライバシーを侵害し、名誉を毀損するものである」ことを理由に300万円の慰謝料と謝罪広告を求める訴えを、村上と離婚訴訟を係争中であった西脇から起こされた。東京地方裁判所は、名誉棄損と謝罪広告の掲載はこれを認めないとし西脇の訴えを棄却した。また、三浦のツイートには西脇のプライバシーを侵害する意図はなく、事実を公表するに至った目的に一定の正当性が認められるとした。しかし、西脇のプライバシーへの一定の配慮は可能だったとし、また元アナウンサーではあるものの現在は法務部に所属することから離婚訴訟中という事実の公表を甘受すべきではないとし、三浦に30万円の支払いを命じた。訴訟費用については12分の11を西脇負担、残りを三浦負担とした。第一審の判決について三浦は「わたしの主張を大筋で認めていただいたことは確かですが、判決は真摯に受け止めます」とする一方、「表現の自由に対する介入はもっと抑制的であるべきだと思っています」として上告した。
2022年7月、東京高等裁判所の控訴審における判決は、三浦の投稿内容は「他人にみだりに知られたくないプライバシーに属するのは明らか」と認定し、投稿を引用する記事が新たに報じられるなど情報が拡散し「プライバシーが違法に侵害された」と判断し、三浦の控訴は棄却された。更なる上告をしたが、最高裁判所は2023年3月22日付で棄却し、三浦の敗訴が確定した。原告の西脇は「公に発言することの責任を、三浦さんには自覚してほしいと思います」と述べている。

## 役職
- 日本学術振興会特別研究員（2007年 - 2009年3月）
- 東京大学政策ビジョン研究センター安全保障研究ユニット特任研究員（2011年1月 - 2013年3月）
- 日本学術振興会特別研究員（2013年4月 - 2015年3月）
- 青山学院大学兼任講師（2013年9月 - 2019年9月）
- 東京大学政策ビジョン研究センター客員研究員（2015年4月 - 2016年2月）
- 共同通信社「報道と読者」委員会第8、9期委員（2015年8月 - 2019年7月）
- 東京大学政策ビジョン研究センター講師（2016年3月 - 2019年2月）
- 読売新聞読書委員（2017年1月 - 2018年12月）
- 内閣総理大臣主宰「安全保障と防衛力に関する懇談会」委員（2018年8月 - 12月）
- 文藝春秋読者賞選考委員（2019年1月 - 現職）
- 山猫総合研究所代表（2019年3月 - 現職）
- フジテレビ番組審議委員（2019年4月 - 現職）
- 吉本興業経営アドバイザリー委員（2019年8月 - 現職）
- 一般財団法人創発プラットフォーム客員主幹研究員（2020年1月 - 2023年9月）
- 内閣府特命担当大臣（経済財政政策）主宰「国際政治経済懇談会」委員（2020年6月 - 2021年9月）
- 内閣総理大臣主催「未来投資会議」民間議員（2020年7月 - 9月）
- 東京国際大学特任教授（2020年7月 - 現職）
- 学校法人角川ドワンゴ学園N高等学校・S高等学校政治部特別講師（2020年9月 - 現職）
- 内閣官房長官主催「成長戦略会議」民間議員（2020年10月 - 2021年10月）
- 厚生労働省主催「コロナ禍の雇用・女性支援プロジェクトチーム」委員（2021年2月 - 6月）
- 株式会社学究社特別顧問（2021年9月 - 2022年6月）
- 自由民主党党・政治制度改革実行本部「ガバナンスコード策定ワーキングチーム」委員（2022年1月 - 5月）
- エンジン01文化戦略会議幹事（2022年4月 - 現職）
- 株式会社学究社社外取締役（2022年6月 - 現職）
- 大阪維新の会「2023年大阪市長選挙公認候補予定者予備選挙選考委員会」外部選考委員（2022年9月 - 12月)

## 受賞歴
- 2004年 - 自由民主党主催「国際政治・外交論文コンテスト」総裁賞（第1回）[2]
- 2006年 - 一般社団法人佐藤栄作記念国連大学協賛財団主催「佐藤栄作賞」優秀賞
- 2006年 - 防衛庁・自衛隊主催「安全保障に関する懸賞論文」優秀賞
- 2009年 - 三菱UFJリサーチ&コンサルティング主催論文コンテスト優秀賞
- 2010年 - 東京大学大学院法学政治学研究科博士課程特別優秀賞
- 2010年 - 東洋経済新報社主催「高橋亀吉記念賞」佳作
- 2016年 - NHN JAPAN&日本財団共催「BLOGOS AWARD 2016」銅賞
- 2017年 - フジサンケイグループ主催「正論新風賞」
- 2021年 - 一般社団法人日本マザーズ協会主催「ベストマザー賞」政治部門

## 著書
単著
- 『シビリアンの戦争 ―デモクラシーが攻撃的になるとき―』（2012年10月、岩波書店）ISBN 978-4-00-025864-7
- 『日本に絶望している人のための政治入門』（2015年2月、文春新書）ISBN 978-4-16-661010-5
- 『「トランプ時代」の新世界秩序』（2017年1月、潮新書）ISBN 978-4-267-02076-6
- 『あなたに伝えたい政治の話』（2018年10月、文春新書）
- 『21世紀の戦争と平和 ―徴兵制はなぜ再び必要とされているのか―』（2019年1月、新潮社）ISBN 978-4103522515
- 『孤独の意味も、女であることの味わいも』（2019年5月、新潮社）ISBN 978-4103522522
- 『私の考え』（2020年4月、新潮社）ISBN 978-4106108563
- 『日本の分断 私たちの民主主義の未来について』（2021年2月、文春新書）ISBN 978-4166612987
- 『ひとりになること』（2025年4月、角川新書）ISBN 978-4041159484

共著・対談
- 高村正彦共著『国家の矛盾』（2017年2月、新潮新書）ISBN 978-4-10-610703-0
- 猪瀬直樹共著『国民国家のリアリズム』（2017年9月、角川新書） ISBN 978-4040821696
- 橋下徹共著『政治を選ぶ力』（2019年6月、文春新書）ISBN 978-4166612192
- 乙武洋匡共著『それでも、逃げない』（2019年12月、文春新書）ISBN 978-4166612437
- 鈴木邦男著『彼女たちの好きな鈴木邦男』第2章対談 - 憲法に書き込まなければいけない３つのこと（2020年3月、ハモニカブックス）ISBN 978-4-907349-18-9
- 岡本三成著『逆転の創造力』第1章対談（2020年3月、潮出版社）ISBN 978-4-267-02215-9
- 小林よしのり著『コロナ論3』特別対談 - コロナと戦争が暴いた日本国の欺瞞（2021年5月、扶桑社）ISBN 978-4-594-08799-9
- 中野信子共著『不倫と正義』（2022年4月、新潮新書）ISBN 978-4106109492
- 富岡悠希著『妻が怖くて仕方ない - ＤＶ、借金、教育方針、現代夫婦の沼に迫る』第8章対談 - 夫婦関係によく効く薬はあるのか（2022年9月、ポプラ新書）ISBN 978-4-591-17488-3
- 東浩紀編集『ゲンロン13』辻田真佐憲対談 - 令和の国体 ─歴史・天皇・安全保障（2022年11月、ゲンロン）ISBN 978-4-907188-47-4

編著・寄稿
- 石津朋之・永末聡・塚本勝也編著『戦略原論 ―軍事と平和のグランド・ストラテジー―』（2010年5月、日本経済新聞出版社）ISBN 978-4-532-13385-6 - 第7章「政軍関係」を執筆
- 鵜飼哲・椹木野衣・若松英輔ほか編著『戦争思想 2015』（2015年6月、河出書房新社）ISBN 978-4-309-24714-4 - 「戦争と平和と日本人」を執筆
- 船橋洋一・加藤史子・隈研吾ほか編著『ガラパゴス・クール』（2017年2月、東洋経済新報社）ISBN 978-4-492-22376-5 - 序論「日本が世界に提供できるものは何か」を執筆
- 宇野重規・細谷雄一特別寄稿、イワン・クラステフ著・山田文訳『コロナ・ショックは世界をどう変えるか-政治・経済・社会を襲う危機』（2020年8月、中央公論新社）ISBN  978-4-12-005319-1

## 論文・レポート

### 学術論文
- 「『日本の国際貢献のあり方』を考える」（第1回国際政治・外交論文コンテスト、2005年1月）
- 「アメリカのリーダーシップと核拡散防止 ―北朝鮮核危機を例に― 」（第22回佐藤栄作賞、2005年6月）
- 「政軍関係理論をめぐる一考察」（戦略研究学会『年報戦略研究』3号、2005年12月）
- 「新たな脅威や多様な事態への対応に関し防衛庁・自衛隊に期待すること 備える平和の実現に向けたリーダーシップ －民間協力と官庁間協力のさらなる推進－」（平成17年度安全保障に関する懸賞論文、2006年3月）
- 「グローバル化の中の道州制」（季刊政策・経営研究 2010(1), 112-118, 2010年1月）
- 「滅びゆく運命(さだめ)？―政軍関係理論史」（木鐸社『レヴァイアサン』46号、2010年4月）
- 「シビリアンの戦争:文民主導の軍事介入に関する一考察」（東京大学大学院法学政治学研究科博士論文、2010年10月）
- 「長期的視野に立った成長戦略―ワーキングマザー倍増計画」（週刊東洋経済 (6294), 114-115、2010年11月）
- 「The Shifting Tectonics of Japan One Year After March 11, 2011」 Joshua W. Walker共著（German Marshall Fund of the United States『Policy Brief』、2012年8月）
- 「学界展望 国際政治」（国家学会『国家学会雑誌』127巻1・2号、2014年2月）[132]

### 調査レポート
- 「日中韓国際意識調査/Japan China Korea Public Opinion Analysis」（東京大学政策ビジョン研究センター安全保障研究ユニット、2014年・山猫総合研究所、2017年以降毎年1回調査）
- 「日本人価値観調査/Insights from Japanese Values Today」（山猫総合研究所＆株式会社マクロミル、2019年・2022年）
- 「新型コロナウイルスに関する緊急意識調査/How the COVID-19 Crisis is Perceived in Japan」（山猫総合研究所＆一般財団法人創発プラットフォーム、2020年5月、6月、2021年3月）

## 連載
- 世界への扉 People in a globalizing world（潮）
- 週刊「山猫」ツメ研ぎ通信（週刊新潮）
- ニッポン新潮流〈政治外交〉（Voice）
- 分断と対立の時代の政治入門（文藝春秋）
- FNNプライムオンライン（フジテレビジョン）
- 論座（朝日新聞社）
- 時流を読み時代を探る （自警）
- 北風抄（北國新聞）
- 三浦瑠麗の明日を読む（四国新聞）
- 優しさで読み解く国際政治（Domani）
- 山王日記（プレジデント）
- 自分で考えるための政治の話（プレジデント）
- 三浦瑠麗のイチから始めるダイアログ（WISS）
- 一聴一積（保険市場）
- 日経ビジネス
- シティリビング

## 主なメディア出演

### テレビ
報道・情報・ワイドショー・討論番組
| 期間                          | 期間                          | 番組名                                     | 役職                        | 備考                                                               |
| ----------------------------- | ----------------------------- | ------------------------------------------ | --------------------------- | ------------------------------------------------------------------ |
| 2015年3月19日                 | 2015年3月19日                 | ニュースザップ（BSスカパー!）              | ゲスト出演                  |                                                                    |
| 2015年                        | 現在                          | BSフジLIVE プライムニュース（BSフジ）      | ゲスト出演                  | この番組に対しては強く批判することもある                           |
| 2015年                        | 現在                          | 深層NEWS（BS日テレ）                       | ゲスト出演                  |                                                                    |
| 2015年                        | 2016年3月                     | NEWS WEB（NHK総合）                        | ゲスト出演                  |                                                                    |
| 2015年                        | 2019年3月                     | 新世代が解く!ニッポンのジレンマ（NHK総合） | ゲスト出演                  |                                                                    |
| 2015年                        | 2023年                        | 朝まで生テレビ!（テレビ朝日）              | パネリスト出演              |                                                                    |
| 2016年1月1日                  | 2017年1月1日                  | NHKスペシャル（NHK総合）                   | ゲスト出演                  |                                                                    |
| 2016年                        | 2017年                        | BS朝日 新春討論スペシャル（BS朝日）        | パネリスト出演              |                                                                    |
| 2016年                        | 現在                          | スーパーJチャンネル（テレビ朝日）          | 不定期出演                  | 平日版にて随時出演                                                 |
| 2016年                        | 2018年3月25日                 | 新報道2001（フジテレビ）                   | パネリスト出演              |                                                                    |
| 2016年                        | 現在                          | ビートたけしのTVタックル（テレビ朝日）     | ゲストコメンテーター        |                                                                    |
| 2016年10月                    | 2017年7月                     | 橋下×羽鳥の番組（テレビ朝日）              | パネリスト出演              |                                                                    |
| 2016年10月22日・2017年1月7日  | 2016年10月22日・2017年1月7日  | 田村淳の訊きたい放題（TOKYO MX）           | ゲスト出演                  |                                                                    |
| 2016年11月13日                | 2016年11月13日                | 真相報道 バンキシャ!（日本テレビ）         | ゲスト出演                  |                                                                    |
| 2016年11月20日・2017年2月12日 | 2016年11月20日・2017年2月12日 | 日曜討論（NHK総合）                        | ゲスト出演                  |                                                                    |
| 2017年                        | 2021年3月                     | 情報プレゼンター とくダネ!（フジテレビ）   | 不定期→準レギュラー出演     |                                                                    |
| 2017年1月                     | 現在                          | 激論!クロスファイア（BS朝日）              | ゲスト出演                  |                                                                    |
| 2017年1月24日                 | 2017年1月24日                 | 報道ステーション（テレビ朝日）             | ゲスト出演                  |                                                                    |
| 2017年2月10日                 | 2017年2月10日                 | 週刊ニュース深読み（NHK総合）              | ゲスト出演                  |                                                                    |
| 2017年4月16日                 | 2025年3月30日（予定）         | ワイドナショー（フジテレビ）               | 不定期出演                  |                                                                    |
| 2017年4月27日・5月17日        | 2017年4月27日・5月17日        | ユアタイム（フジテレビ）                   | ゲスト出演                  |                                                                    |
| 2017年4月30日                 | 2017年7月30日                 | サンデーステーション（テレビ朝日）         | ゲスト出演                  |                                                                    |
| 2017年5月10日                 | 2017年5月10日                 | 羽鳥慎一モーニングショー（テレビ朝日）     | ゲスト出演                  |                                                                    |
| 2017年6月15日                 | 2017年6月15日                 | NEWS23（TBS）                              | ゲスト出演                  |                                                                    |
| 2017年6月18日・7月30日        | 2017年6月18日・7月30日        | Mr.サンデー（フジテレビ・関西テレビ）      | ゲスト出演                  |                                                                    |
| 2017年10月5日                 | 2018年3月30日                 | みんなのニュース（フジテレビ）             | 木・金曜日コメンテーター    |                                                                    |
| 2021年3月30日                 | 2023年1月                     | めざまし8（フジテレビ）                    | 総合解説担当→コメンテーター | 総合解説時代には火曜日に出演し、コメンテーター時代には木曜日に出演 |

バラエティ番組・その他
- 英雄たちの選択（2015年、NHK BSプレミアム）
- ボクらの時代（2016年3月13日、フジテレビ） 津田大介×三浦瑠麗×古市憲寿
- BS1スペシャル（2016年、NHK BS1）
- ザ・プロファイラー 〜夢と野望の人生〜（2016年、NHK BSプレミアム）
- 日経スペシャル 未来世紀ジパング〜沸騰現場の経済学〜（2017年、テレビ東京）
- はい!テレビ朝日です（2017年6月4日、テレビ朝日）
- ザ!世界仰天ニュース（2018年9月11日、日本テレビ)
- ナン年後かをのぞき見バラエティー今すぐ話さなきゃいけない未来（2019年2月10日・8月4日、日本テレビ）
- 人志松本の酒のツマミになる話（2021年5月7日 - フジテレビ）

### ラジオ
- 荻上チキ・Session-22（2015年3月9日、TBSラジオ）
- ラジオフォーラム（2015年6月7日、ラジオアクセスフォーラム）
- 吉田照美 飛べ!サルバドール（2015年6月19日・2016年6月20日、文化放送）
- ザ・ボイス そこまで言うか!（2015年 - ニッポン放送）
- 田原総一朗 オフレコ!（2016年 - 、文化放送）
  - 気鋭オピニオンリーダー激突“日本の大問題”って何!?（2016年1月22日）
  - トランプで激変！？日本と世界の安全保障の行方（2016年12月23日）
- Jam the WORLD（2016年11月14日、J-WAVE）
- ニュース年録2016〜小池都政、トランプ、EU離脱。この選択で未来はどうなる?〜（2016年12月29日、TBSラジオ）
- J-WAVE TOKYO MORNING RADIO（2017年1月24日・3月28日、J-WAVE）
- 大竹まこと ゴールデンラジオ!（2017年1月30日、文化放送）
- WORLD AIR CURRENT（2017年4月8日、J-WAVE）
- ロンドンブーツ1号2号 田村淳のNewsCLUB（2017年4月29日、文化放送）
- TOKYO SPEAKEASY(2020年6月5日、エフエム東京)

### 配信
- 国際政治チャンネル（2017年5月26日 - 、ニコニコ生放送）
- あしたのコンパス（2015年4月2日 - 2017年3月30日、ホウドウキョク）木曜アンカー
- FLAG7（2017年4月6日 - 8月24日、ホウドウキョク）木曜アンカー
- ニコニコネット調査 （2016年4月26日、ニコニコ生放送）
- ゲンロンカフェ（2015年 - 、ニコニコ生放送）
  - 西田亮介 × 三浦瑠麗 大阪都構想の可能性をいまこそ考える──なぜ橋下は敗れたのか（2015年6月5日）
  - 三浦瑠麗 × 津田大介 × 東浩紀 日本の未来とポピュリズム（2016年9月7日）
  - 三浦瑠麗 × 津田大介 × 東浩紀 2017年、世界はどこへ向かうのか（2017年2月1日）
- みんなの選挙2016×ホウドウキョク（2016年7月10日、ホウドウキョク）
- 『みんなの都知事選』〜Tokyo gubernatorial election〜（2016年7月31日、ホウドウキョク）
- 速報！アメリカ大統領選（2016年11月9日、ホウドウキョク）
- 山本一太の直滑降ストリーム＠Cafesta（2016年12月7日、ニコニコ生放送）
- ゴー宣道場（2016年、ニコニコ生放送）
  - 天皇制と女性の活躍（2016年12月11日）
- 津田ブロマガeXtreme（2017年、ニコニコ生放送）
  - トランプは世界を崩壊させるのか？（2017年1月31日）
- モーリー・ロバートソン チャンネル（2017年、ニコニコ生放送）
  - 就任1か月のトランプ論（2017年2月17日）
- AbemaPrime（2017年- AbemaTV）[133]

### 広告
- Amazonプライム・ビデオ「2020 夏休み みんなのAPV」篇 (2020年8月) [134]
- 学究社 自宅ena（2022年1月4日 - ）[135]